# Rezerwa rewaluacyjna
Rezerwa rewaluacyjna Narodowego Banku Polskiego (obecnie określana jako rachunek rewaluacyjny) stanowi zabezpieczenie Narodowego Banku Polskiego przed skutkami wahań kursów walut obcych. Służy pokryciu ryzyka zmian kursu złotego do walut obcych. Do końca 2003 r. stanowiła też ochronę w przypadku wystąpienia strat z działalności operacyjnej NBP. Jest to różnica pomiędzy wyrażoną w złotych wartością rezerwy walutowej w momencie pozyskania składających się na nią środków a jej wartością (także wyrażoną w złotych) obliczoną według bieżącego kursu wymiany złotego na waluty składające się na rezerwę walutową.
Rozwiązanie rezerwy rewaluacyjnej nie jest możliwe bez uszczuplenia rezerw walutowych NBP (na których opiera się obecna siła nabywcza waluty). Rezerwa rewaluacyjna jest zapisem księgowym pozornie tylko zwiększającym zasoby pieniężne NBP. Teoretycznie, gdyby złoty radykalnie zyskał na wartości, rezerwa rewaluacyjna mogłaby nawet osiągnąć wartość ujemną, nie oznacza to jednak straty NBP. Stanowi ona jedynie pozycję pasywów bilansu NBP (zapis w księgach rachunkowych banku). Pasywa wskazują źródła powstania aktywów. Rezerwa natomiast wskazuje wzrost wartości walut obcych odzwierciedlonych w bilansie po stronie aktywów.
Rezerwa rewaluacyjna powstała z dodatnich różnic kursowych z przeliczenia. Wynikają one z różnicy między równowartością w złotych aktywów i pasywów w walutach obcych, ujętą w księgach rachunkowych, a równowartością wyliczoną według kursu średniego NBP na dzień ich wyceny (bieżącego kursu rynkowego).